# Deportivo Alavés 2021-2022
Questa voce raccoglie le informazioni riguardanti il Deportivo Alavés nelle competizioni ufficiali della stagione 2021-2022.

## Maglie e sponsor
| Casa | Trasferta | Terza maglia |

Fornitore tecnico: Kelme

## Rosa
In corsivo i calciatori ceduti durante la stagione
| N. |                        | Ruolo | Calciatore                  |
| -- | ---------------------- | ----- | --------------------------- |
| 1  | Spagna (bandiera)      | P     | Fernando Pacheco            |
| 2  | Spagna (bandiera)      | D     | Tachi                       |
| 2  | Argentina (bandiera)   | D     | Nahuel Tenaglia             |
| 3  | Spagna (bandiera)      | D     | Rubén Duarte                |
| 4  | Stati Uniti (bandiera) | D     | Matt Miazga                 |
| 5  | Spagna (bandiera)      | D     | Víctor Laguardia (capitano) |
| 6  | Senegal (bandiera)     | C     | Loum N'Diaye                |
| 7  | Senegal (bandiera)     | A     | Mamadou Sylla               |
| 7  | Spagna (bandiera)      | A     | Manu Vallejo                |
| 8  | Spagna (bandiera)      | C     | Tomás Pina Isla             |
| 9  | Spagna (bandiera)      | A     | Joselu                      |
| 10 | Svezia (bandiera)      | A     | John Guidetti               |
| 11 | Spagna (bandiera)      | A     | Luis Rioja                  |
| 12 | Spagna (bandiera)      | D     | Saúl García                 |
| 13 | Spagna (bandiera)      | P     | Antonio Sivera              |
| 14 | Spagna (bandiera)      | C     | Manu García                 |
| 15 | Spagna (bandiera)      | C     | Toni Moya                   |

| N. |                               | Ruolo | Calciatore            |
| -- | ----------------------------- | ----- | --------------------- |
| 16 | Argentina (bandiera)          | C     | Gonzalo Escalante     |
| 17 | Spagna (bandiera)             | C     | Édgar Méndez          |
| 18 | Uruguay (bandiera)            | A     | Facundo Pellistri     |
| 19 | Spagna (bandiera)             | C     | Iván Martín           |
| 20 | Spagna (bandiera)             | C     | Pere Pons             |
| 21 | Spagna (bandiera)             | D     | Martín Aguirregabiria |
| 22 | Francia (bandiera)            | D     | Florian Lejeune       |
| 23 | Spagna (bandiera)             | D     | Ximo Navarro          |
| 24 | Spagna (bandiera)             | A     | Miguel de la Fuente   |
| 25 | Spagna (bandiera)             | A     | Jason                 |
| 26 | Marocco (bandiera)            | D     | Abdel Abqar           |
| 27 | Spagna (bandiera)             | D     | Javi López            |
| 28 | Guinea Equatoriale (bandiera) | C     | Álex Balboa           |
| 30 | Spagna (bandiera)             | C     | Tomás Mendes          |
| 31 | Guinea Equatoriale (bandiera) | P     | Jesús Owono           |
| 35 | Spagna (bandiera)             | A     | Alan Godoy            |
| 36 | Romania (bandiera)            | D     | Alexandru Ţîrlea      |

## Calciomercato

### Sessione estiva
| Acquisti | Acquisti            | Acquisti          | Acquisti                    |
| R.       | Nome                | da                | Modalità                    |
| -------- | ------------------- | ----------------- | --------------------------- |
| A        | Mamadou Sylla       | Girona            | definitivo (1,15 milioni €) |
| A        | Taichi Hara         | Istria 1961       | gratuito                    |
| A        | Miguel de la Fuente | Real Valladolid   | gratuito                    |
| C        | Toni Moya           | Atlético Madrid B | prestito                    |
| D        | Florian Lejeune     | Newcastle Utd     | n.d.                        |
| A        | Facundo Pellistri   | Manchester Utd    | prestito                    |
| C        | Manu García         | Sporting Gijón    | prestito                    |
| D        | Matt Miazga         | Chelsea           | prestito                    |
| C        | Loum N'Diaye        | Porto             | prestito                    |
| C        | Iván Martín         | Villarreal        | prestito                    |

| Cessioni | Cessioni          | Cessioni            | Cessioni                   |
| R.       | Nome              | a                   | Modalità                   |
| -------- | ----------------- | ------------------- | -------------------------- |
| A        | Ramón Miérez      | Osijek              | definitivo (2,5 milioni €) |
| D        | Olivier Verdon    | Ludogorec           | definitivo (1 milione €)   |
| A        | Lucas Pérez       | Elche               | gratuito                   |
| P        | Rodrigo Ely       | Nottingham Forest   | prestito                   |
| C        | Manu García       | Arīs Limassol       | gratuito                   |
| C        | Javi Muñoz        | Eibar               | gratuito                   |
| D        | Rafa Navarro      | Istria 1961         | gratuito                   |
| D        | Rafael Páez       | Racing Cartagena MM | gratuito                   |
| A        | Borja Sainz       | Saragozza           | gratuito                   |
| A        | Taichi Hara       | Sint-Truiden        | prestito                   |
| A        | Puma              | Sporting Gijón      | prestito                   |
| D        | Carlos Isaac      | Real Oviedo         | prestito                   |
| A        | Jota Peleteiro    |                     | ritiro                     |
| A        | Burgui            |                     | svincolato                 |
| P        | Fabrice Ondoa     |                     | svincolato                 |
| C        | Rodrigo Battaglia | Sporting Lisbona    | fine prestito              |
| A        | Iñigo Córdoba     | Athletic Bilbao     | fine prestito              |

#### Sessione invernale
| Acquisti | Acquisti          | Acquisti     | Acquisti |
| R.       | Nome              | da           | Modalità |
| -------- | ----------------- | ------------ | -------- |
| A        | Jason             | Valencia     | gratuito |
| D        | Nahuel Tenaglia   | Talleres (C) | prestito |
| A        | Manu Vallejo      | Valencia     | prestito |
| C        | Gonzalo Escalante | Lazio        | prestito |

| Cessioni | Cessioni      | Cessioni       | Cessioni      |
| R.       | Nome          | a              | Modalità      |
| -------- | ------------- | -------------- | ------------- |
| A        | Mamadou Sylla | Rayo Vallecano | prestito      |
| C        | Tachi         | Fuenlabrada    | prestito      |
| C        | Iván Martín   | Villarreal     | fine prestito |